# Leapmotor
Zhejiang Leapmotor Technology Co., Ltd., handelend onder de naam Leapmotor (Chinees: 零跑汽车) is een Chinese start-up-autofabrikant met het hoofdkantoor in Hangzhou, China, die zich specialiseert in de ontwikkeling van elektrische voertuigen. 
Het bedrijf werd opgericht in 2015 en verkocht zijn eerste voertuigen in 2019.
Autoconcern Stellantis verwierf in 2023 een belang van 20 procent in Leapmotor, en in 2024 51% in een nieuwe joint-venture, Leapmotor International, die Leapmotor-auto's op de internationale markt verkoopt.

## Geschiedenis

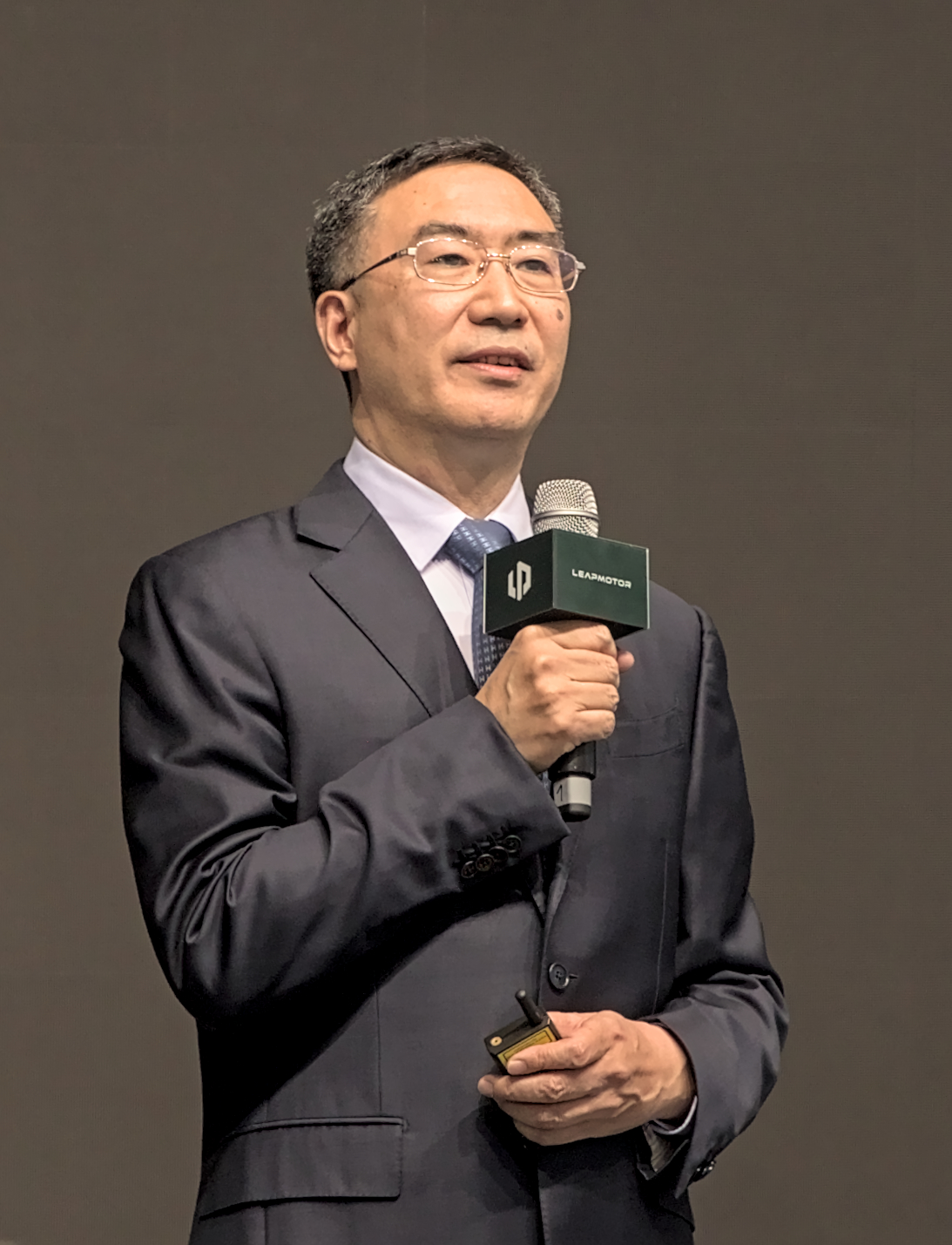
Zhu Jiangming in 2023

Leapmotor werd opgericht in december 2015 en is gevestigd in Hangzhou, China. 
Het bedrijf integreert verticaal componenten met een hoge marge door zijn eigen componenten te ontwikkelen en te bouwen, zoals elektrische tractiemotoren, voertuig-CPU's en ledverlichting.
In oktober 2018 kondigde Leapmotor plannen aan om in de periode van 2018 tot 2021 drie nieuwe modellen op de markt te brengen, waaronder de S01, de T03 en de C11, respectievelijk gebaseerd op het S-, T- en C-voertuigplatform.
In juni 2019 werd het eerste product, de elektrische 2-deurs coupé Leapmotor S01, op de Chinese markt gelanceerd. Een prototype werd getoond op de Guangzhou Auto Show van 2017. Op dat moment had het bedrijf 380 miljoen RMB aan kapitaal opgehaald en was de bouw van de fabriek begonnen. De S01 werd begin 2018 aanvankelijk gelanceerd als de LP-S01 coupé. De eerste leveringen van de S01 vonden plaats in juni 2019.
In mei 2020 sloten Leapmotor en de Chinese staatsautofabrikant FAW een strategische partnerschap om gezamenlijk intelligente elektrische voertuigmodellen te ontwikkelen. De overeenkomst omvat ook de gezamenlijke samenwerking op het gebied van R&D, fabricage, productie en toepassing van intelligente kernonderdelen voor elektrische voertuigen, en het verdere onderzoek naar de ontwikkeling van belangrijke basistechnologieën en de innovatie van productiemaatregelen.
Op 11 mei 2020 lanceerde Leapmotor officieel zijn tweede elektrische auto in massaproductie, de elektrische stadsauto Leapmotor T03. Het voertuig werd gelanceerd met in totaal 3 modellen, de prijsklasse na subsidie bedraagt 65.800-75.800 yuan (~US $ 9.280 - US $ 10.691). De Leapmotor T03 is uitgerust met een accupakket met een capaciteit van 36,5 kWh, en een bereik van 403 kilometer (per het verouderde NEDC).

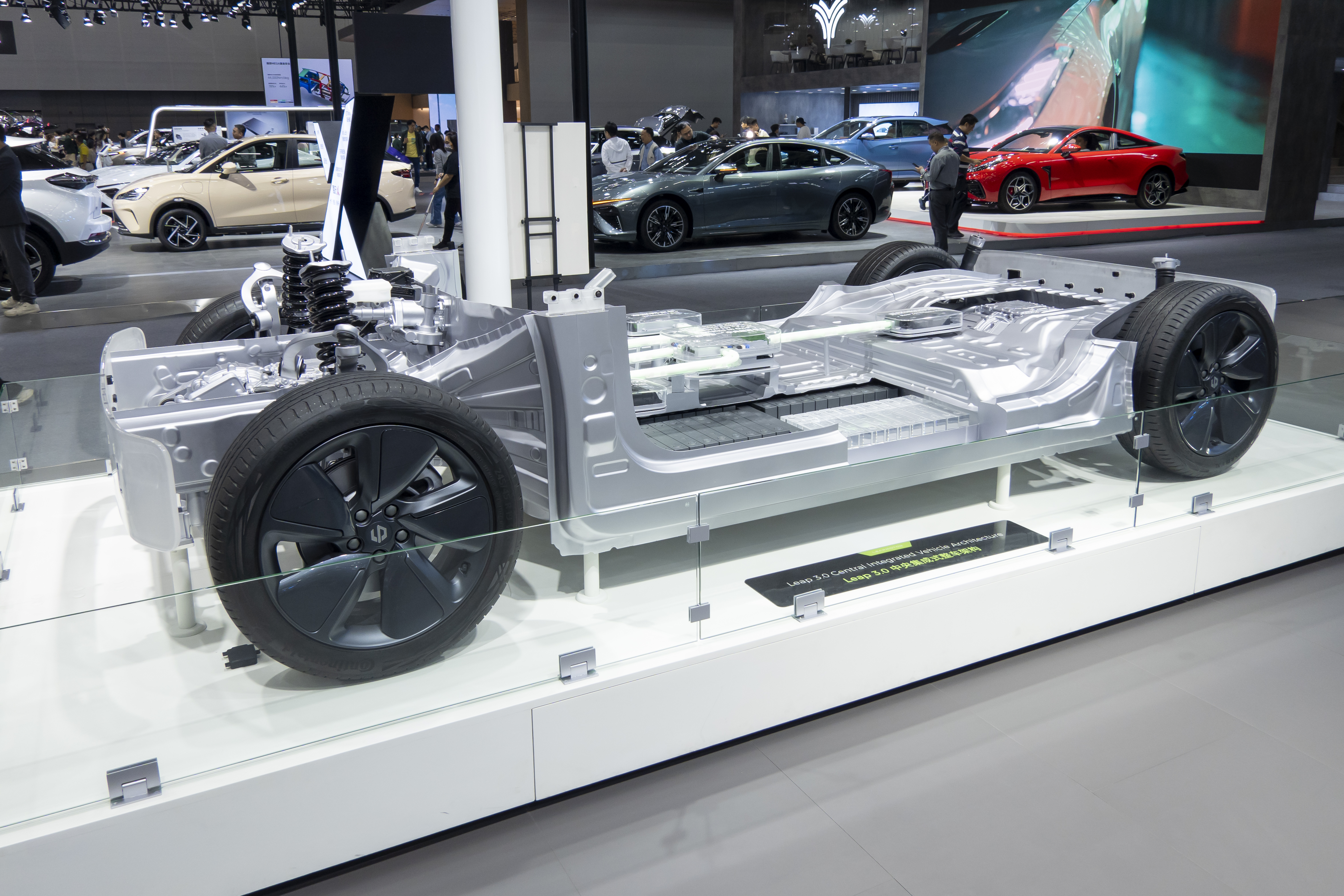
Het Leap 3.0 Architecture- platform gepresenteerd op de Auto Guangzhou 2023

In november 2020 lanceerde Leapmotor officieel de derde elektrische auto in massaproductie, de elektrische crossover Leapmotor C11, gebaseerd op het C-More-concept uit 2019. De C11 wordt aangedreven door twee elektromotoren met een gezamenlijk vermogen van 400 kW en 720 Nm koppel. De Leapmotor C11 heeft ongeveer 600 kilometer bereik.
In augustus 2023 startte FAW-VW, een van de Chinese joint ventures van de Volkswagen Group, gesprekken met Leapmotor om de mogelijke overname van een platform voor de productie van nieuwe elektrische auto's onder het merk Jetta te onderzoeken, specifiek toegesneden op de Chinese markt.

### Samenwerking met Stellantis
In oktober 2023 maakte Stellantis zijn interesse in Leapmotor kenbaar door een belang van 20% te verwerven, ter waarde van ongeveer 1,5 miljard euro. Deze strategische samenwerking leidde tot de oprichting van de joint venture Leapmotor International.

## Leapmotor International
Leapmotor International is de joint venture tussen Stellantis en Leapmotor, met een verhouding van 51:49, die de distributie en productie van Leapmotor-auto's op wereldwijde markten buiten China faciliteert en daarmee de expansieplannen van het bedrijf, met name in Europa, ondersteunt. De aankondiging werd gedaan tijdens de Europese première op de Internationale Automobilausstellung in september 2023, waar het eerste wereldwijde automodel, de SUV Leapmotor C10, werd onthuld.
De joint venture heeft het exclusieve recht om Leapmotor-auto's te exporteren, verkopen en produceren op de wereldmarkt buiten China. De verkoop in Europa start in september 2024 en omvat België, Frankrijk, Italië, Duitsland, Griekenland, Nederland, Roemenië, Spanje, Portugal en andere landen. Vanaf het vierde kwartaal van 2024 zal Leapmotor International actief worden in India, de regio Azië-Pacific, het Midden-Oosten en Afrika (Turkije, Israël, Franse overzeese gebieden) en Zuid-Amerika (Brazilië, Chili). 
In februari 2024 meldde Reuters dat Stellantis de mogelijkheid onderzocht om een Leapmotor-model te produceren in de Italiaanse fabriek in Mirafiori, Turijn. Een maand later werd besloten dat de Leapmotor T03-stadsauto in de FCA Polen-fabriek in Tychy zou worden geassembleerd. In maart 2025 werd de productie van de T03 in Polen echter stopgezet. Het plan om de B10 in Polen te produceren was al eerder geschrapt nadat de Chinese overheid haar autofabrikanten vroeg niet langer te produceren in landen die de Europese importtarieven tegen China steunden. Een fabriek in Spanje, dat de invoertarieven niet steunde, zou nu overwogen worden voor de productie van de B10.
Vanaf 2025 zouden er zes nieuwe modellen geïntroduceerd worden, waarvan de T03 en C10 als eerste. Leapmotor International verwachtte de daaropvolgende drie jaar elk jaar minstens één nieuw model te lanceren.

## Producten

### Huidige modellen
| Afbeelding | Naam | Invoering      | Voertuigbeschrijving              |
| ---------- | ---- | -------------- | --------------------------------- |
|            | T03  | Maart 2020     | Stadsauto, BEV                    |
|            | C11  | December 2020  | Middelgrote SUV, EREV/BEV         |
|            | C01  | Mei 2022       | Middenklasse sedan, EREV/BEV      |
|            | C10  | september 2023 | Middelgrote SUV, EREV/BEV         |
|            | C16  | april 2024     | SUV van normaal formaat, EREV/BEV |

### Uit productie genomen modellen
| Afbeelding | Naam | Invoering | Stopgezet | Voertuigbeschrijving     |
| ---------- | ---- | --------- | --------- | ------------------------ |
|            | S01  | Juni 2019 | 2021      | compacte sportwagen, BEV |

### Conceptvoertuigen
| Afbeelding | Naam   | Invoering  | Voertuigbeschrijving       |
| ---------- | ------ | ---------- | -------------------------- |
|            | C-Meer | april 2019 | Middelgrote crossover SUV. |

Aiways · 
BAIC (Foton) · 
Brilliance · 
BYD · 
Changan · 
Chery · 
Denza · 
Dongfeng · 
FAW (Hongqi) · 
Geely (Lynk & Co · Zeekr) · 
Great Wall Motor · 
Hozon · 
Leapmotor · 
Li Auto · 
NIO · 
SAIC · 
Seres (AITO) · 
Xiaomi · 
XPeng
1. ↑  (en) "Stellantis stops making Leapmotor EV in Poland, eyes other options", Reuters, 8 april 2025. Geraadpleegd op 21 juli 2025. “Last year, the partners scrapped plans to build in Poland a second Leapmotor model, the B10 electric crossover.
That decision came after the Chinese government privately told automakers to pause big investments in European countries that backed extra European Union tariffs on Chinese-made EVs, sources told Reuters in November.”
2. ↑  (en) "Stellantis, Leapmotor favour Spain for production of B10 EV, source says", Reuters, 24 maart 2025. Geraadpleegd op 21 juli 2025.